# روغن کاج
روغن کاج (به انگلیسی: Pine oil) با فرمول شیمیایی Mixture یک ترکیب شیمیایی است. شکل ظاهری این ترکیب، مایع بی‌رنگ و زرد کمرنگ است.